# 岡山県バス協会
公益社団法人岡山県バス協会（こうえきしゃだんほうじんおかやまけんバスきょうかい、英: Okayama Bus Association）は、1976年に、岡山県のバス事業者（一般乗合・一般貸切）の強化を図り利用者に対するサービスの向上と公共の福祉に寄与することを目的として設立された公益法人。事務局は、岡山県岡山市北区富吉にある。

## 沿革
- 1976年7月15日 - 社団法人に改組、以前の岡山県バス協会の会員及び一切の資産を継承した[1]。

## 概要
定款の第3条にて「本会は、一般乗合旅客自動車運送事業及び一般貸切旅客自動車運送事業、特定旅客自動車運送事業の強化を図るとともに利用者に対するサービスの改善を促進することによってこれら事業の発展を図りもつて公共の福祉の増進に寄与することを目的とする。」と規定されており、岡山県内の道路運送法に定める一般乗合事業者、一般貸切事業者を普通会員とし、趣旨に賛成し理事会の承認を得た者が特別会員として参加することが出来る。
2016年4月25日現在、会員数86社である。

## 主な事業活動
- 技術向上、事故防止、サービス向上に係る活動。
- 交通バリアフリーに関わる対応。
- バス事業振興への対応。
- 関係機関に対する要請活動。
- ICカード乗車券Harecaの普及拡大 - 「Hareca」は岡山県バス協会の登録商標である。

など